# 가메이 리나
카메이 리나(亀井理那, 1992년 10월 7일~ )는 일본의 배우이다. 도쿄도 아라카와구 출신. 오빠와 언니(후지와라 에리, 전 모닝구무스메)와 형부(후지와라 모토오)가 있다.

## 인물

### 가족
- 오빠, 언니(후지와라 에리(모닝구무스메OG)), 형부:후지와라 모토오(언니인카메이 에리의남편)

### 취미
- 만화, PC, 과자 만들기, 요리 만들기, 카라오케.

### 특기
- 댄스, 주판, 한자 (암기).

## 출연

### 텔레비전 드라마
- 나데시코대 ~소녀들만이 본 특공대 봉인된 23일간~ (2008년 9월 20일, 후지테레비) - 스즈무라 카츠요 역
- 카미지 유스케 해바라기 이야기 (2009년 3월 14일, 후지테레비)
- 달의 연인 ~Moon Lovers~ 제5화 (2010년 6월 7일, 후지테레비)
- 임사!! 에고타 제4화 · 제8화 (2011년, 니혼테레비)

### 그 외의 텔레비전 프로
- 이나이이나이바 아! 모여라! 멍멍왕이다 (2010년 5월 ~ , NHK 교육 텔레비전)

### 영화
- 심해수뢰아(2009년) - 사키 역

### 무대
- SAMURAI 만가 ~보슈 에도막부 말기편~ (2011년 3월 15일 ~ 21일, 전노제홀 스페이스 제로)
- 소슈야곡 (2011년 7월 13일 ~ 18일, 키노쿠니야 홀)

### 모바일
- 휴대 음악 드라마 DOR@MO「미소녀☆가니코센」에피소드 1 (2009년) - 조쿠 역

### CM
- 카오 비오레 졸졸 파우더 시트 ~로커 룸편~ (2011년)

### PV
- 유니콘 「돼지 돼지」(2011년, 큐 레코드)

### WEB
- 미즈키 히데아키 프로듀스 공연「소슈야곡」스핀오프 휴대 드라마 (2011년 11월 ~ ) - 로즈 역